# Kapela Dvor
Kapela Dvor falu Horvátországban Verőce-Drávamente megyében. Közigazgatásilag Lukácshoz tartozik.

## Fekvése
Verőce központjától 6 km-re északra, községközpontjától 3 km-re északnyugatra, Nyugat-Szlavóniában, a Drávamenti-síkságon, a Barcsot Daruvárral és Pakráccal összekötő 5-ös számú főútvonal mentén fekszik. Házai teljesen egybeépültek a szomszédos Turanovac településsel.

## Története
A falu a 20. század elején akörül a barokk kastély körül keletkezett, melyet még 1880 körül a terület birtokosa pribéri, vuchini és dunaszekcsői Jankovich-Bésán Géza építtetett ide. A kastély és a település kezdetben tulajdonosáról a Gejzin Dvor nevet viselte. Mai nevét csak a II. világháború után kapta a kastély délnyugati saroktornyáról, mely kápolnatoronyhoz hasonlított. A kastélyt és a birtokot a 20. század elején Károlyi I. Árpád vásárolta meg Jankovich Géza fiától és kisebb átépítéseket végeztetett rajta. Az ő idejében a birtokon spárgát termeltek és versenylovakat tenyésztettek. Halála után 1930 körül a birtokot három gyermeke, Ferenc, II. Árpád és Erzsébet örökölte. 1939-ben a család Zágrábra költözött, a birtok pedig a takarékpénztáré lett, amely 1942-ben a Zagorjéből ide települt családoknak értékesítette. 1964-ben az épület nagy részét a lukácsi vadásztársaság szerezte meg, csak egy család maradt benne. Tervezett felújításából csak a tető és a saroktorony felújítása történt meg. Az 1980-as évek közepéig iskolaként működött. Ezután az épület sokáig üresen állt. Újjáépítése csak a legutóbbi időben történt meg. Ma szállodaként üzemel.
A falunak 1910-ben 8 lakosa volt, valamennyien magyar anyanyelvűek. Az I. világháború után 1918-ban az új szerb-horvát-szlovén állam, majd később (1929-ben) Jugoszlávia része lett. 1991-ben 255 főnyi lakosságának 93%-a horvát nemzetiségű volt. 2011-ben 259 lakosa volt.

## Lakossága
| Lakosság változása | Lakosság változása | Lakosság változása | Lakosság változása | Lakosság változása | Lakosság változása | Lakosság változása | Lakosság változása | Lakosság változása | Lakosság változása | Lakosság változása | Lakosság változása | Lakosság változása | Lakosság változása | Lakosság változása | Lakosság változása |
| ------------------ | ------------------ | ------------------ | ------------------ | ------------------ | ------------------ | ------------------ | ------------------ | ------------------ | ------------------ | ------------------ | ------------------ | ------------------ | ------------------ | ------------------ | ------------------ |
| 1857               | 1869               | 1880               | 1890               | 1900               | 1910               | 1921               | 1931               | 1948               | 1953               | 1961               | 1971               | 1981               | 1991               | 2001               | 2011               |
| 0                  | 0                  | 0                  | 0                  | 0                  | 8                  | 17                 | 69                 | 199                | 229                | 283                | 281                | 266                | 255                | 272                | 259                |

## Nevezetességei
A Jankovich család emeletes későbarokk kastélya egy a Drávamenti síkságból kiemelkedő enyhe magaslaton áll. Négyszög alaprajzú épület az északi homlokzatból kiemelkedő terasszal, a keleti oldalon erkéllyel és délnyugati saroktoronnyal. Az egész épület alatt pince található. Építészetileg legérdekesebb része a bejárat utáni nagy előtér a két emeletnyi magasságú lépcsőzettel és a galériával, melyről az emeleti rész bejárata nyílik. Belül részben fennmaradtak az eredeti díszes nyílászárók, az ajtók, valamint a lépcsőzet és a galéria fa korlátja. A belső falfestésnek csak egy látható része maradt fenn, a többit valószínűleg lemeszelték. A kastély körüli park négy és fél hektárra terjedt ki, a növényzetből néhány fa megmaradt. A megyei önkormányzat 2012-ben vásárolta meg az épületet, és 2014-re teljesen felújította. Jelenleg hotelként és rendezvényhelyszínként működik, és a folyamatban levő további fejlesztések eredményeként a jövőben a kerékpáros turizmusba is jobban bekapcsolódik.